# Yohanna Petros Mouche
Ne pas confondre avec Amel Shimoun Nona, archevêque catholique chaldéen de Mossoul.
Yohanna Petros Mouche (arabe : يوحنا بطرس موشي), également orthographié Youhanna Boutros Moshe, né le 23 novembre 1943 à Bakhdida en Irak, est un prélat syro-catholique irakien, archevêque syro-catholique de Mossoul depuis 2010.

## Biographie
Yohanna Petros Mouche est né à Qaraqosh (Bakhdida, en actuel Irak) le 23 novembre 1943.
Il est ordonné prêtre pour le diocèse syro-catholique de Mossoul le 9 juin 1968, par Mgr Emmanuel Daddi.
Élu archevêque syro-catholique de Mossoul le 26 juin 2010, il est confirmé dans cette nomination le 1er mars suivant par le pape Benoît XVI. Il est alors consacré le 16 avril 2011 par Mgr Ignace Joseph III Younan, patriarche d'Antioche.
Après l'attentat du 2 août 2011 à Kirkouk devant l'église syrienne-catholique de la Sainte-Famille, Yohanna Petros Mouche dénonce la faiblesse et l'inaction des autorités.
Dans la nuit du 7 août 2014, il doit fuir devant les combattants islamiques. Il visite ensuite les réfugiés chrétiens au Kurdistan, mais il avoue son impuissance. En février 2015, il se rend dans le camp d’entraînement de l'Unité de protection de la plaine de Ninive (NPU), une milice chrétienne combattant l’État islamique, et en bénit les membres.